# كلوديا بلاك
كلوديا بلاك (بالإنجليزية: Claudia Black)‏ (و. 1972  م) هي ممثلة، وممثلة أفلام، من أستراليا، ولدت في سيدني.

## وصلات خارجية
- كلوديا بلاك على موقع IMDb (الإنجليزية)
- كلوديا بلاك على موقع ألو سيني (الفرنسية)
- كلوديا بلاك على موقع تيرنر كلاسيك موفيز (الإنجليزية)
- كلوديا بلاك على موقع أول موفي (الإنجليزية)
- كلوديا بلاك على موقع قاعدة بيانات الأفلام السويدية (السويدية)
- كلوديا بلاك على موقع إن إن دي بي (الإنجليزية)
- كلوديا بلاك على موقع قاعدة بيانات الفيلم (الإنجليزية)
- كلوديا بلاك على موقع كينوبويسك (الروسية)